# 36e congrès fédéral du Parti socialiste ouvrier espagnol
Le XXXVIe congrès fédéral du Parti socialiste ouvrier espagnol (en espagnol : XXXVI Congreso Federal del Partido Socialista Obrero Español) est un congrès du Parti socialiste ouvrier espagnol (PSOE), organisé du 2 au 4 juillet 2004 afin d'élire le secrétaire général, la commission exécutive et d'adopter la motion d'orientation politique et les nouveaux statuts. 
José Luis Rodríguez Zapatero, secrétaire général du PSOE, est largement réélu pour un second mandat.

## Candidat au secrétariat général
| Candidat | Candidat | Candidat                              | Fonction politique récente                                                       |
| -------- | -------- | ------------------------------------- | -------------------------------------------------------------------------------- |
|          |          | José Luis Rodríguez Zapatero (43 ans) | Président du gouvernement (depuis 2004) Secrétaire général du PSOE (depuis 2000) |

## Déroulement
Le congrès est convoqué les 2, 3 et 4 juillet 2004.
La rédaction de la motion d'orientation politique est coordonnée par le secrétaire à l'Organisation José Blanco, et se compose de deux textes : 
- Le rôle du socialisme au XXIe siècle ;
- Le rôle du PSOE dans la société du XXIe siècle.

## Résultats
Le 3 juillet, José Luis Rodríguez Zapatero est largement réélu secrétaire général du PSOE : il obtient 95,81 % des suffrages exprimés. Le lendemain, sa liste pour la commission exécutive fédérale reçoit le soutien de 96,10 % des votants.

### Élection du secrétaire général
| Candidat       | Candidat                     | Voix | %     |
| -------------- | ---------------------------- | ---- | ----- |
|                | José Luis Rodríguez Zapatero | 891  | 95,81 |
|                | Votes blancs                 | 39   | 4,19  |
|                |                              |      |       |
| Votes exprimés | Votes exprimés               | 930  | 99,79 |
| Votes nuls     | Votes nuls                   | 2    | 0,21  |
| Total          | Total                        | 932  | 100   |

### Élection de la commission exécutive
| Candidat             | Candidat                     | Voix | %     |
| -------------------- | ---------------------------- | ---- | ----- |
|                      | José Luis Rodríguez Zapatero | 887  | 96,10 |
| Votes blancs et nuls | Votes blancs et nuls         | 36   | 3,90  |
| Total                | Total                        | 923  | 100   |

### Composition de la commission exécutive
La nouvelle commission exécutive, légèrement plus importante que la précédente, réunit l'ensemble des tendances et des générations, assurant l'équilibre entre les proches de José Luis Rodríguez Zapatero et les « barons » — dirigeants territoriaux — du PSOE. À l'opposé des prétentions initiales du secrétaire général, le premier secrétaire du Parti des socialistes de Catalogne José Montilla en fait partie,.
| Commission exécutive fédérale                                                          | Commission exécutive fédérale |
| -------------------------------------------------------------------------------------- | ----------------------------- |
| Président                                                                              | Manuel Chaves                 |
| Secrétaire général                                                                     | José Luis Rodríguez Zapatero  |
| Secrétaire à l'Organisation et à la Coordination                                       | José Blanco                   |
| Secrétaire aux Relations institutionnelles et à la Politique des communautés autonomes | Alfonso Perales               |
| Secrétaire aux Relations internationales                                               | Trinidad Jiménez              |
| Secrétaire à la Politique municipale et aux Libertés publiques                         | Álvaro Cuesta                 |
| Secrétaire à l'Égalité                                                                 | Maribel Montaño               |
| Secrétaire à l'Éducation et à la Science                                               | Eva Almunia (es)              |
| Secrétaire à la Politique économique et à l'Emploi                                     | Inmaculada Rodríguez-Piñero   |
| Secrétaire au Bien-être social                                                         | Matilde Valentín              |
| Secrétaire aux Mouvements sociaux et aux ONG                                           | Pedro Zerolo                  |
| Secrétaire à la Culture                                                                | Carme Chacón                  |
| Secrétaire à l'Environnement et au Développement rural                                 | Soraya Rodríguez              |
| Membre                                                                                 | Jesús Caldera                 |
| Membre                                                                                 | Leire Pajín                   |
| Membre                                                                                 | Juan Carlos Rodríguez Ibarra  |
| Membre                                                                                 | Consuelo Rumí                 |
| Membre                                                                                 | José Montilla                 |
| Membre                                                                                 | Lucía Gómez (es)              |
| Membre                                                                                 | Juan Fernando López Aguilar   |
| Membre                                                                                 | Diego López Garrido           |
| Membre                                                                                 | Mar Moreno                    |
| Membre                                                                                 | Óscar López                   |
| Membre                                                                                 | Andrés Rojo                   |
| Membre                                                                                 | Carmen Gallego (gl)           |
| Membre                                                                                 | Javier Torres Vela (es)       |
| Membre                                                                                 | Rosa Peñalver                 |
| Membre                                                                                 | Rodolfo Ares (es)             |
| Membre                                                                                 | Francina Armengol             |
| Membre                                                                                 | José Andrés Torres Mora       |
| Membre                                                                                 | Josefa Pellicer               |